# 御用金 (映画)
『御用金』（ごようきん）は、1969年5月1日公開の時代劇映画。監督は五社英雄。配給は東宝。製作はフジテレビジョン＋東京映画製作。主演は仲代達矢。フジテレビがテレビ局として初めて劇場用映画製作に進出し、東京映画と提携して製作した日本初のパナビジョン方式作品である。この映画のヒットに続き、同年には同じく五社英雄監督でフジテレビ製作第2作目の『人斬り』も作られた。
『御用金』は、キネマ旬報ベストテンでは圏外の第31位だが、興行ベストテンの第6位に入るヒット作となった。また2004年（平成16年）発表のオールタイムベスト・テン時代劇のランキングでは第69位となった。公開時の惹句は、「消えた御用金！ 激突する剣と謀略！ 痛快！ スペクタクル娯楽時代劇！」である。
主人公に協力する藤巻左門役には三船敏郎がキャスティングされたが、仲代達矢との衝突から途中降板したため、中村錦之助が代わりに出演している。このスペクタクル時代劇映画は、海外の映画制作者、映画ファンの間でも評判を呼んだ。アメリカの撮影監督ジョン・ベイリーは南カリフォルニア大学の学生時代に本作を鑑賞しており、1985年の映画『ミシマ:ア・ライフ・イン・フォー・チャプターズ』の撮影において参考としたと語っている。1975年にはトム・ローリンによりリメイク版『ザ・マスター・ガンファイター』がアメリカにて製作・公開された。

## あらすじ
天保2年（1831年）10月、越前国鯖井藩（鯖江藩をイメージした架空の地）の漁村・黒崎村の漁民30数名全員が一夜のうちに姿を消した。領民らはこれを「神隠し」として怖れた。
天保5年（1834年）、江戸の浪人・脇坂孫兵衛は、鯖井藩士・流一学らに命を狙われる。刺客らを倒した孫兵衛は、義兄の鯖井藩家老・六郷帯刀が再び「神隠し」を行なおうとし、その前に秘密を知っている孫兵衛の口を塞ごうとしていることを悟った。
3年前の「神隠し」の真相は、六郷帯刀らによる村人虐殺だった。佐渡島から御用金を運ぶ途中で難破した御用船から漁民たちが引き上げた金を、藩の財政立て直しのために横領し、真相を知る漁民全員を皆殺しにしたのだった。孫兵衛は金を奪うところまでは了承していたが、村人虐殺までは許すことができなかった。
孫兵衛は、妻の兄で親友でもある帯刀を責め、二度と「神隠し」を行なわないことを約束させるが、武士であることに嫌気がさし、妻と藩を捨てて浪人となった。しかし帯刀が再び「神隠し」を行なおうとしていることを知った孫兵衛は、それを阻止するために鯖井藩に向かう。そんな孫兵衛を謎の浪人・藤巻左門が密かに追っていた。
鯖井に向かう途中で、孫兵衛はチンピラたちに追われていた女つぼふり師・おりはを救う。彼女は黒崎村の生き残りで、「神隠し」のために許嫁と父親を失い、身を落とした女だった。
一方、孫兵衛の行動を察知した帯刀の部下・高力九内らは孫兵衛を待ち伏せし、急襲する。多勢を相手に傷を負った孫兵衛を救ったのは藤巻左門と、おりはが煽ってなだれ込んで来たチンピラたちだった。
おりはの実家に逃れた孫兵衛は、御用船を座礁させて御用金を奪おうとしている帯刀らの企みを左門とおりはに語る。孫兵衛は左門が幕府の隠密であることに気付いていたのだ。ところが、孫兵衛と左門はそこに現れた九内らにあえなく捕らえられてしまう。
孫兵衛と帯刀一派らの死闘が繰り広げられ、最終的には帯刀と孫兵衛の雪の中での血染めの決闘となり、孫兵衛が立ち上がり勝利する。

## 三船敏郎の途中降板
当時三船プロ制作部部長の田中寿一は、この時期三船は多忙を極め、疲労の極地であったため、出演依頼が来たときに大反対したというが、三船敏郎は引き受けてしまった。しかし撮影は真冬の下北半島での極寒の長期ロケであった。撮影何日か目に、三船は後ろ手に縄で縛られ、雪の中に転がされるシーンがあった。
その日の撮影が終了し宿に引き上げ、夕飯時に仲代達矢が三船の部屋を訪ねて酒を酌み交わしていたが、酔うにつれて三船と仲代と口論となり、その夜のうちに三船は夜行列車で帰ってしまった。慌てた現場スタッフが東宝やフジテレビの上層部に連絡し、幹部たちが上野駅で三船を迎え待つが、三船は口もきかずに自宅に直行。幹部は三船邸にも赴いたが門前払いであった。
三船の酒癖の悪さを知っていたスタッフたちは、酒の酔いが醒めて数日もすれば、現場に戻ってくれるものと楽観視し、幹部も三船を説得していたが、「あんな寒いところごめんだ」と三船は拒み続けた。すでに三船の出番の80パーセントは撮っていたが、三船は戻らなかった。映画自体が潰れる危機となり、仲代は責任を感じて、「土地を売ってでも製作費をお返しします」と申し出る事態となり、五社英雄監督は「モヤ、大丈夫だ。お前が謝ることはないよ」と仲代を励ました（「モヤ」は仲代の愛称）。
やがてマスコミが三船の降板を嗅ぎつけて騒ぎ出し、週刊誌やスポーツ新聞に「三船敏郎・仲代達矢が大喧嘩して撮影中断」という記事が躍ったり、両者出演のCMを引き合いに「アリナミンvsポポンS」などと面白おかしく煽ったりしていた。
仲代は友人関係にあった中村錦之助に三船の代役を引き受けてもらおうと直接頼んだ。錦之助は、「ああ行ってやらあ！」と快く引き受け、騒動は無事に落ちついた。下北半島にやって来た錦之助は、「おい、随分と寒いところに連れてきたなあ、モヤ。寒くて演技どころじゃないよ。みんなよくやってるよなあマジメに」と言って周囲を笑わせ、疲弊していた現場スタッフを明るくさせてくれたという。
一方その後、三船は降板して迷惑をかけたことで落ち込み、五社監督と東宝に謝罪をした。マスコミには、「胃潰瘍」の診断書を公開し、体調不良による降板と説明した。
丹波哲郎によると、『御用金』の撮影の頃の三船は、黒澤明と決定的に仲が悪化していたという。そして『御用金』のロケ先の宿で仲代と三船が酒を酌み交わしている時に、三船が黒澤監督の悪口ばかり言っていたので、黒澤組常連の仲代がとうとう怒ってしまい、三船を旅館中追いかけ回した。喧嘩の実力では仲代が三船より上だった為、三船はそのまま東京に逃げ帰り、結局そのまま降板してしまったのだと丹波は語っている。その後和解はしたものの、黒澤明、岡本喜八作品の多くを彩ってきた両者の共演は、三船と両監督が疎遠になったこともあり途絶えてしまう。同年夏の「日本海大海戦」での絡みのない共演を経て、10年後の「二百三高地」クライマックスでの明治天皇と乃木大将という形で久々に同一画面に登場。これが最後の共演となった。

## スタッフ
- 監督：五社英雄（フジテレビ）
- 製作：藤本真澄、福田英雄、椎野英之、佐藤正之
- 脚本：田坂啓、五社英雄
- 撮影：岡崎宏三
- 美術：小島基司
- 録音：原島俊男
- 照明：榊原庸介、上島忠宣
- 音楽：佐藤勝
- 整音：西尾曻
- 整音助手：渥美和明
- 編集：諏訪三千男
- 現像：東京現像所
- 殺陣：湯浅謙太郎
- 製作担当者：大久保欣四郎
- 協力：下北の人びと

ノンクレジット
- スチール：中山章[13]

## 出演者
- 仲代達矢：脇坂孫兵衛
- 丹波哲郎：六郷帯刀
- 司葉子：しの（孫兵衛の妻、帯刀の妹）
- 浅丘ルリ子（日活）：おりは（女賭博師、神隠しの生き残り）
- 田中邦衛：長井兵助
- 夏八木勲（東映）：高力九内
- 西村晃：流一学（鯖井藩士）
- 東野英治郎：鯖井藩家老
- 樋浦勉：六造（おりはの弟分）
- 黒部進：大村惣兵衛
- 井川比佐志：竹内慎次郎
- 常田富士男：賭場のやくざもの1
- 尾形伸之助：宮内半蔵
- 大木正司：賭場のやくざもの2
- 浅若芳太郎：賭場のやくざもの3
- 田中浩：灘彦四郎
- 佐藤京一：荒井道寛
- 鈴木晴雄：
- 山口博義：市原又七
- 水島晋：
- 宮沢元：
- 田中志幸：
- 山本清：
- 新田勝江：
- 谷育子：
- 桧としえ：
- 美船洋子：
- 大沢真吾：木島源内
- 木下清：
- サトウ・サブロー：
- 浅草陣太：
- 星野兼児郎：岡島弥八
- 荒木肇：平山要助
- 伊達強：黒川源太夫
- 佐藤典幸：
- 津々井功二：
- 波戸崎徹：
- 小沢栄太郎：ナレーション
- 中村錦之助（特別出演）：藤巻左門

ノンクレジット
- 原口剛：石川蔵人[13]

## 同時上映
『続・社長えんま帖』
- 脚本：笠原良三／監督：松林宗恵／主演：森繁久彌
- 『社長シリーズ』第31作。

## ハリウッドリメイク
1975年に西部劇映画『The Master Gunfighter』としてハリウッドでリメイクされている。
脚本・主演はトム・ローリン、監督はフランク・ローリン。

## DVD
長らく日本では円盤化されていなかったが、2022年8月30日五社英雄の没後30年にあたり、ポニーキャニオンからDVD、Blu-rayが発売された。
また、海外では先にDVD化されている。
- フランス版『Goyokin, l'or Du Shogun』[14]
  - 2004年12月7日発売
  - フランス語字幕付き（ON/OFF可）
  - PAL、リージョン2
  - 特典ディスク付き2枚組[注 2]
- 米国版『Goyokin』[16]
  - 2006年2月14日発売
  - 英語字幕付き（ON/OFF可）
  - NTSC、リージョン1

## 劇画版
映画同時公開劇画シリーズ第2弾として、
平田弘史によって『週刊少年キング』（少年画報社）1969年20号から29号にかけて連載された。
長らく単行本化されなかったが、連載から36年経った2005年9月に初めて単行本化され、マガジン・ファイブから出版された（ISBN 9784434052767）。